# استخوان مچی

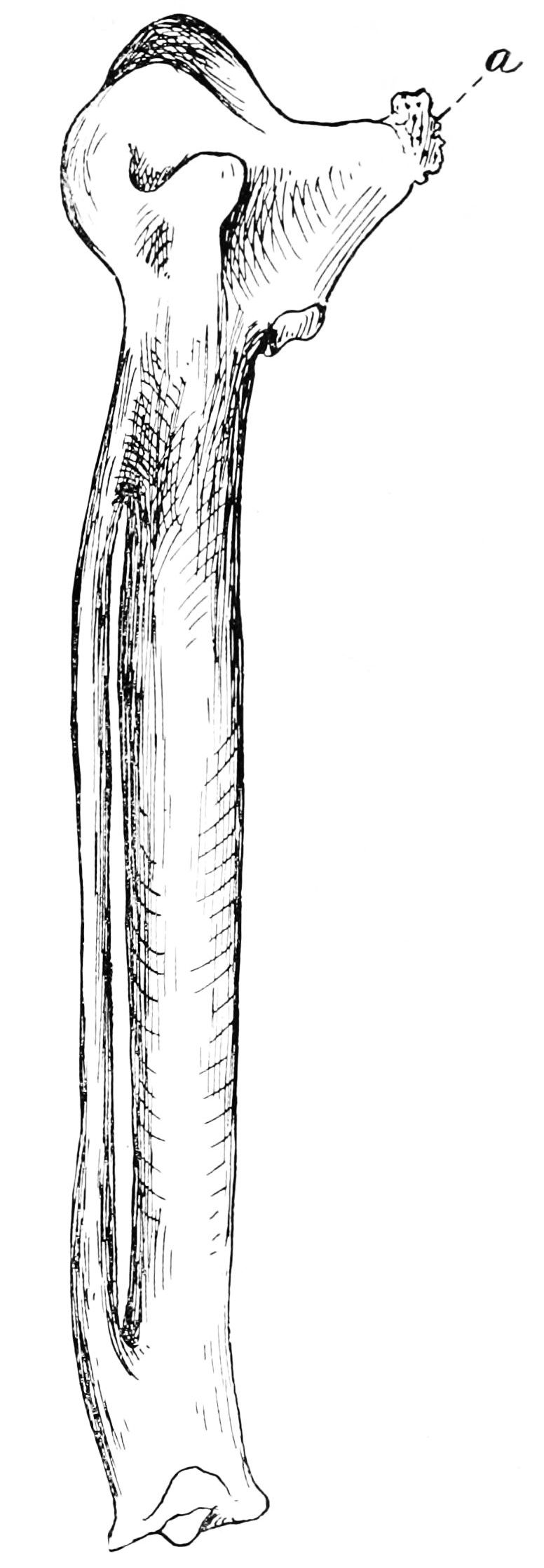
استخوان مچی چپ از دست یک قو منقرض‌شده (Olor paloregonus = Cygnus paloregonus) از اورگن. تاریخ: ۱۸۹۲–۱۸۹۳، منبع: Popular Science Monthly جلد ۴۲

استخوان مچی (به انگلیسی: Carpometacarpus)، استخوانی است که در دست پرندگان یافت می‌شود. این ناشی از ادغام استخوان مچی (کارپال) و کف دستی (متاکارپ) است و اساساً یک استخوان منفرد جوش‌خورده بین مچ دست و بند انگشت است. این استخوان در بیشتر پرندگان کوچک است، معمولاً صاف و دارای سوراخ بزرگی در وسط است. با این حال، در پرندگان بی‌پرواز، شکل آن ممکن است کمی متفاوت باشد، یا ممکن است به‌طور کامل وجود نداشته باشد.
این بخش نوک اسکلت بال را در پرندگان تشکیل می‌دهد. بیشتر شاهپرهای اولیه به آن متصل می‌شوند. در مقابل، بالچه توسط انگشت شست تشکیل می‌شود که به‌طور کامل با دیگر استخوان‌های دست ترکیب نمی‌شود. به همین ترتیب، نوک شاهپرهای اولیه به استخوان‌های بند انگشت متصل می‌شوند.

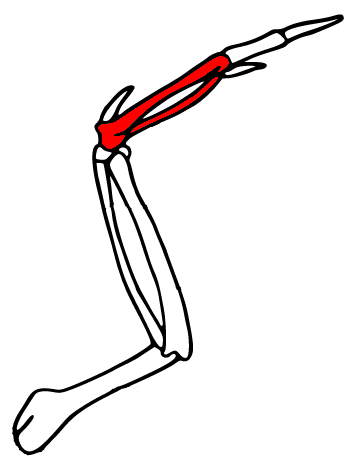
استخوان مچی در این توصیف استخوان بال پرنده به رنگ قرمز است

برای غیر زیست‌شناسان، استخوان مچی را می‌توان بیشتر از بال‌های گاومیش می‌شناسند. بال‌های بوفالو در دو اندازه اصلی وجود دارد، یک بال زاویه‌دار بزرگ که شامل سه استخوان اصلی است و یک بال تخت کوچک‌تر که تنها شامل دو استخوان است. استخوانی که در دومی وجود ندارد، استخوان مچی است.